# Мегик Петро
Петро Мегик (англ. Petro Mehyk, 24 червня 1899, село Бочківці, Хотинський повіт — 26 серпня 1992, Філадельфія, США) — український художник, засновник Української студії мистецтв у Філадельфії (США), організатор культурно-мистецького життя українців в Америці. Дійсний член Наукового товариства імені Шевченка та член-кореспондент Української вільної академії наук у Нью-Йорку. Як художник, мистецтвознавець, педагог, видавець здійснив вагомий внесок в українську та світову культуру.

## Біографія
У грудні 1920 року вступив до Академії мистецтв у Варшаві, й, закінчивши 5-річні студії малярства та архітектури, отримав диплом з кваліфікацією вчителя рисунків.
1926 року вперше виставив власні картини у Львові. Згодом брав участь у всіх львівських виставках українського мистецтва (Товариство прихильників українського мистецтва, Асоціація незалежних українських митців, Національний музей у Львові, Українська спілка образотворчих митців).
1927 року зініціював створення студентами Академії мистецтв у Варшаві українського мистецького гуртка «Спокій» та став першим головою.
Після закінчення війни переїхав до німецького міста Ротенбург, а згодом, 1949 року, до США. Петро Мегик був засновником і довголітнім керівником Української мистецької студії у Філадельфії, організатором Об'єднання Мистців Українців в Америці.
З 1963 року Мегик започаткував періодичне видання «Нотатки з Мистецтва», редагування й видавання його він довів до 1990 року.